# Kurland bispedømme
Kurland bispedømme (latin: Episcopatus Curoniensis, plattysk: Bisdom Curland) var det næstmindste bispedømme (4500 km²) i Terra Mariae. Fra 1560 til 1578 hørte Kurland bispedømme under prins Magnus af Danmark.

## Historie
I middelalderen beboede kurlændinge Kurland og havde stærke forbindelser med befolkningen i andre kystnære egne omkring Østersøen. I 1230 indgik kurlændingenes konge Lammechinus en aftale med vicelegaten Baldwin of Alna (Baudoin d’Aulne), udsendt af pave Gregor 9., om frivillig omvendelse til kristendommen for hans folk, der derved blev givet samme rettigheder som befolkningen på Gotland. I 1234 blev dominikanermunken Engelbert udnævnt som den første biskop af Kurland. I 1242 kom Kurland under den Tyske Ordens kontrol efter dennes sammensmeltning med Sværdbroderordenen i 1237.
I 1253 blev Kurland opdelt mellem biskoppen af Kurland og Den Liviske Orden (den Tyske Ordens livlandske gren). Efter et voldsomt nederlag til ridderne i Slaget ved Durbė forlod biskop Heinrich af Lützelburg Kurland i 1263, og den nye biskop Edmund af Werth kom først til sit bispedømme efter undertrykkelsen af kurlændingenes og semigallernes folkehær i 1290.
Under den livlandske krig (1558–1582) og under voksende pres fra Moskva blev Den Liviske Orden opløst. I 1561 blev Livland afstået til storfyrsten af Litauen ved undertegnelse af Vilnius traktaten og omformet til Ducatus Ultradunensis (lettisk: Pārdaugavas hercogiste).

## Opløsningen
I 1559 kom bispedømmet Kurland i dansk besiddelse og blev i 1562 omdannet til Hertugdømmet Kurland og Semgallen som vasalstat under Storfyrstendømmet Litauen, senere under Den polsk-litauiske realunion. Gotthard Kettler, der var den sidste ordensmester i Den Liviske Orden, blev udnævnt til den første hertug af Kurland. Store dele af Kurland hørte ikke under bispedømmet. Den Liviske Orden havde allerede overdraget Grobiņa-distriktet (ved kysten mod Østersøen) til hertugen af Preussen.
Kurland bispedømme hørte under prins Magnus af Danmark. Han lovede at overdrage det til hertugen af Kurland efter sin død, men planen mislykkedes, og først senere fik Wilhelm Kettler distriktet i sin besiddelse. Da Magnus af Livland døde i 1583, invaderede Den polsk-litauiske realunion hans territorier i Hertugdømmet Kurland, og Frederik 2. af Danmark besluttede at sælge sine arverettigheder.

## Tidslinje
- September 1234: Bispedømmet Kurland (Bistum Kurland) oprettes (formelt den 11. februar 1232), bestående af tre separate enklaver efter utallige omfordelinger af kurlandsk jord mellem biskoppen af Kurland, Riga ærkebispedømme og den Tyske Orden.
- 1290: Hovedparten af biskoppens kirkelige forvaltningsområder underlægges den Tyske Orden og stiftet underlagt ordenen.
- 1341: biskoppen bliver tillige myndighed over øen Runø senest fra 1341.
- 1520: bispedømmet oprettes som (fyrstbiskop|fyrstbispedømme) under Det Hellige Romerske Rige (formelt fra januar 1521).
- 20. maj 1560: Solgt til Frederik 2. af Danmark, overdraget som appanage (Stift Kurland) til Magnus af Livland, kongens broder.
- 1578: Biskop Magnus accepterer at overdrage suveræniteten til Den polsk-litauiske realunion (ikke ratificeret af den polsk-litauiske Sejm eller anerkendt af Danmark).
- 20. april 1585: Solgt fra Danmark til Den polsk-litauiske realunion.